# 和泉警察署
和泉警察署（いずみけいさつしょ）は、大阪府警察が管轄する警察署の一つ。
警察署現庁舎が老朽化のため、2026年度（令和8年度）完成予定で、伯太町1丁目に新庁舎建設中である。

## 所在地
- 大阪府和泉市伯太町2丁目1-7
  - JR阪和線 和泉府中駅 北東750m

## 管轄区域
- 和泉市（伯太町1丁目、府中町（JR阪和線西側以西の区域）は、泉大津警察署の所轄区域）[2][3]
- 泉大津市（東豊中町3丁目のみ）

## 沿革

### 旧:三林警察署
- 1878年（明治11年）6月 - 堺警察署三林分署として発足。当時の署員数は4人。
- 1926年（大正15年） - 分署から警察署に昇格。三林警察署となる。
- 1948年（昭和23年）3月7日 - 旧警察法施行により国家地方警察大阪府三林警察署となる。
- 1954年（昭和29年）7月1日 - 警察法の改正に伴い大阪府警察発足。大阪府三林警察署としてなる。

### 旧:和泉地区警察署系列
- 1951年（昭和26年）10月 - 和泉町警察署、八坂町警察署を廃し、国家地方警察大阪府和泉地区警察署を設置。泉北郡和泉町・八坂町・信太村を管轄した。

### 和泉警察署
- 1954年（昭和29年）7月1日 - 警察法の改正に伴い大阪府警察発足。同時に大阪府和泉警察署として発足。
- 1958年（昭和33年）10月 - 三林警察署を廃止し、その所轄区域を和泉警察署に編入する。これに伴い現在の所轄体制が整う。
- 1970年（昭和45年）6月30日 - 現在地に庁舎を建設、運用開始。

## 交番
所在地は全て和泉市
- 伯太交番 （伯太町3丁目1-1）
- 和泉府中駅前交番 （府中町1丁目7-1）
- 和気交番 （和気町1丁目12-3）
- 黒鳥郷荘交番（黒鳥町4丁目2-5）
- 幸町交番 （幸2丁目3-2）
- 信太交番 （太町286-7）
- 鶴山台交番 （鶴山台2丁目2-6）
- 伏屋交番 （伏屋町4丁目8-10）
- 和泉中央駅前交番 （いぶき野5丁目1-12）
- 三林交番 （和田町288）
- 光明台交番 （光明台3丁目2-103）
- 北松尾交番 （唐国町3丁目10-15）

## 駐在所
所在地は全て和泉市
- 国分駐在所 （平井町700-1）
- 北田中駐在所 （北田中町187-1）
- 仏並駐在所 （仏並町737-6）
- 南横山駐在所 （父鬼町233）
- 内田駐在所 （松尾寺町138-2）
- 南松尾駐在所 （久井町548-5）

## 周辺
- 大阪府立伯太高等学校
- 和泉市立和泉中学校
- 伯太西郵便局